# Manliftingbanner

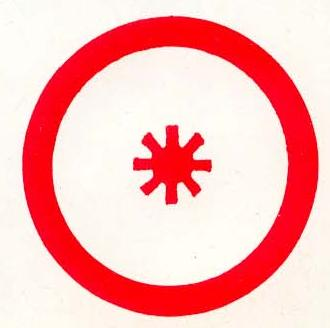
Símbolo de Manliftingbanner.

Manliftingbanner es una banda neerlandesa de Hardcore Straight edge política con una gran simpatía hacia el Comunismo.

## Historia
Antes de llamarse Man lifting banner la banda llevaba por nombre Profound, el grupo decidió cambiarlo después de ver una foto en un libro ruso titulada “Man Lifting Banner” (El hombre levantando la bandera) que se encontraba en el centro del tríptico “Los Comunistas”, la foto era una pintura del soviético Gheliy Korzhev. La banda decidió no solo escribir canciones típicas de los Straight edge y comenzaron a tocar temas políticos, en especial sobre el Comunismo.
Antes de crear Profound los integrantes de Manliftingbanner (comúnmente escrito de manera unida) integraban Lärm. En paralelo y posteriormente a ManLiftingBanner los miembros del grupo formaron o estuvieron en las bandas Dead Stool Pigeon, Mainstrike y Seein' Red (en activo hasta finales del 2011 -problemas de oído del bajista precipitan el final de la banda-).
Los MLB han sacado recientemente un doble LP con 8 nuevas canciones y las correspondientes a sus dos 10".
Sus discos siguen siendo distribuidos por la disquera Crucial Response.

## Miembros
- Paul (guitarra)
- Big (guitarra)
- Olav (batería)
- Bart (bajo)
- Michiel (voz)

## Estilo Musical
Con riffs cortos y una batería muy rápida, Manliftingbanner logró un sonido de Hard Core Punk que en algunas canciones podría sonar a power violence pero sin una voz tan distorsionada. Se podría considerar como una banda de Hard Core con un estilo de los años noventa.

## Letras
Los temas de las canciones varían desde el Straight edge, la equidad de género hasta el compromiso con el Comunismo.
Commitment

When man control what man has made/ I’ll put up with faith/ When there’s no more sorrow, no more harm/ I’ll lay down my arms/ But until that hour remains our/ Commitment to communism.

Cuando el hombre controle lo que el hombre ha hecho/ donde se tolere la fe/ Cuando no haya más dolor, ni más sufrimiento/Yo pueda bajar mis brazos/ Pero hasta que esa hora nos pertenezca/ Comprometidos con el Comunismo.

En un disco recopilatorio de las canciones de Manliftingbanner se puede encontrar en el interior de la portada una página destinada para argumentar algunas canciones. Los argumentos son citas de distintos autores y revolucionarios, los más destacados son Vladimir Ilich Ulianov Lenin, León Trotski, Rosa Luxemburgo entre otros, así como los distintos libros que utilizaron como base de datos.